# Hubert Saint-Macary

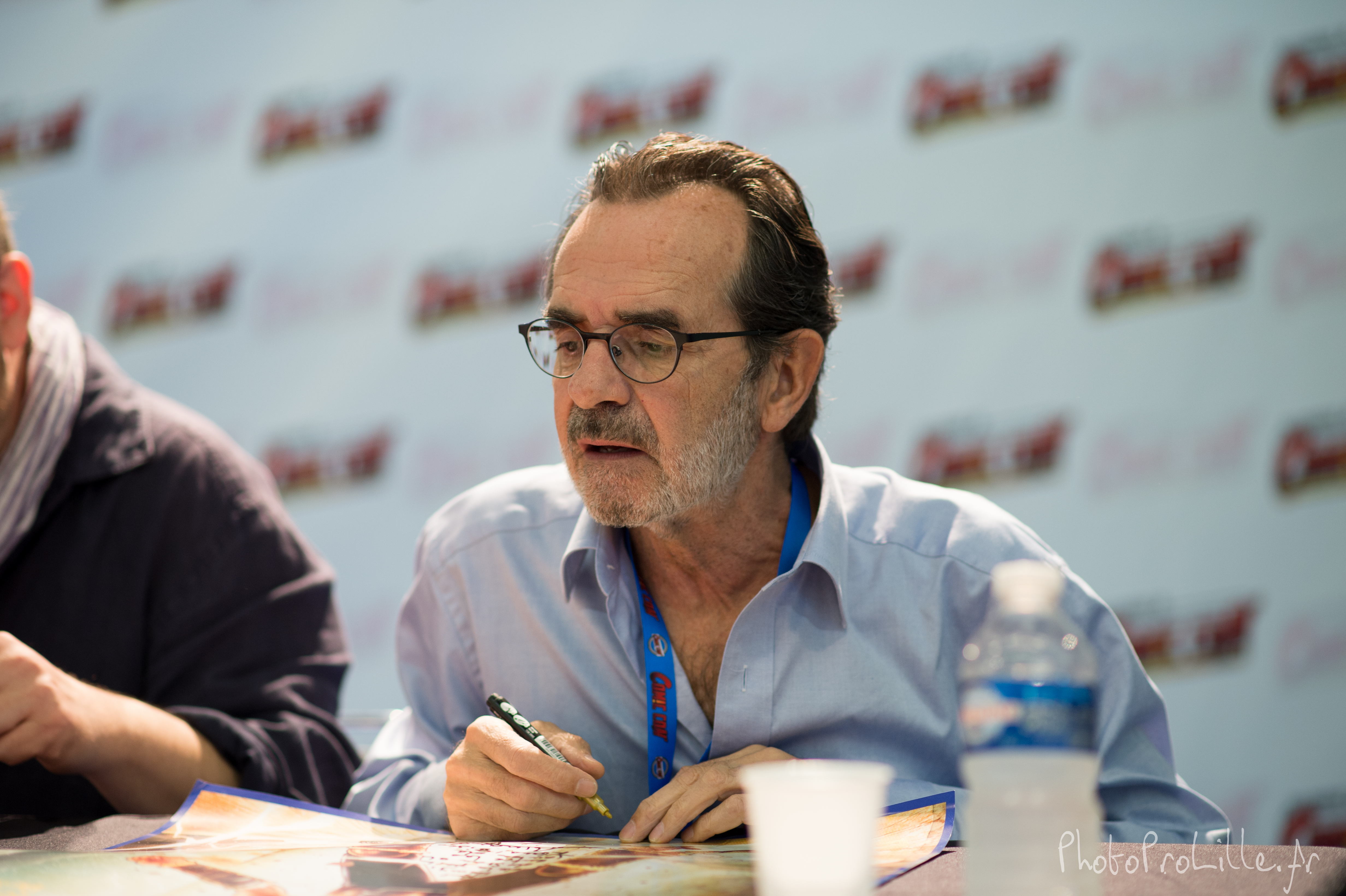
Hubert Saint-Macary (2013)

Hubert Saint-Macary (* 18. Mai 1949 in Orléans, Frankreich) ist ein französischer Schauspieler.

## Leben
Hubert Saint-Macary ist der Sohn eines Piloten aus der Patrouille de France. Sein jüngerer Bruder war der Schauspieler Xavier Saint-Macary. Seine Schwester ist die Filmeditorin Anne Saint Macary. Mit seiner Darstellung des Laërtes in der französischen Fernsehverfilmung Hamlet debütierte Saint-Macary 1979 als Filmschauspieler. Seitdem war er in über 140 Film- und Fernsehproduktionen wie Indochine, Die drei Musketiere und Väter und andere Katastrophen zu sehen, wobei er häufig kleinere Nebenrollen hatte und nur selten eine Hauptrolle spielte.

## Filmografie (Auswahl)
- 1979: Hamlet
- 1982: Feuer und Flamme (Tout feu, tout flamme)
- 1984: Gefährliche Züge (La Diagonale du fou)
- 1986: Didi auf vollen Touren
- 1990: Eine Komödie im Mai (Milou en mai)
- 1992: Indochine
- 1992: Die Abenteuer des jungen Indiana Jones (The Young Indiana Jones Chronicles, Fernsehserie, 1 Folge)
- 1994: Die Diplomatin (Une femme dans la tourmente)
- 1995: Flucht nach Biarritz (Arrêt d'urgence)
- 1995: Les milles – Gefangen im Lager (Les Milles)
- 1995: Nestor Burmas Abenteuer in Paris (Nestor Burma, Fernsehserie, 1 Folge)
- 1996: Tagebuch des Verführers (Le journal du séducteur)
- 1997: Genealogien eines Verbrechens (Généalogies d’un crime)
- 1997: Lucie Aubrac
- 1997: Julie Lescaut (Fernsehserie, 1 Folge)
- 1998: Six Pack – Jäger des Schlächters (Six-Pack)
- 1998: Une femme d’honneur (Fernsehserie, 1 Folge)
- 1999: Est-Ouest – Eine Liebe in Russland (Est-Ouest)
- 2000: Spuren von Blut (Scènes de crimes)
- 2002: Die Bourne Identität (The Bourne Identity)
- 2002: Kommissar Moulin (Commissaire Moulin, Fernsehserie, 1 Folge)
- 2002: Monsieur Batignole
- 2004: Kommissar Navarro (Navarro, Fernsehserie, 1 Folge)
- 2005: Boudu
- 2005: Die drei Musketiere (D'Artagnan et les trois mousquetaires)
- 2005: Ich sah den Mord an Ben Barka (J'ai vu tuer Ben Barka)
- 2006: Geheime Staatsaffären (L’Ivresse du pouvoir)
- 2007: Die zweigeteilte Frau (La Fille coupée en deux)
- 2007: Tödlicher Kompromiss (René Bousquet ou Le grand arrangement)
- 2008: So ist Paris (Paris)
- 2010: 600 Kilo pures Gold! (600 kilos d’or pur)
- 2010: Macht über die Insel (Main basse sur une île)
- 2012: Sag, dass du mich liebst (Parlez-moi de vous)
- 2012: Väter und andere Katastrophen (Un jour mon père viendra)
- 2014: Profiling Paris (Profilage, Fernsehserie, 1 Folge)
- 2015: French Hitman – Die Abrechnung (La Résistance de l‘air)
- 2017: Candice Renoir (Fernsehserie, 1 Folge)
- 2017: La Mante (Fernsehsechsteiler)